# Zangphasma nyingchiense
Zangphasma nyingchiense är en insektsart som beskrevs av Chen, S.C. och Yun He He 2008. Zangphasma nyingchiense ingår i släktet Zangphasma och familjen Diapheromeridae. Inga underarter finns listade i Catalogue of Life.